# خوان فرناندس
خوان فرناندس (Juan Fernández) (زادهٔ ۱۵۳۶- درگذشتهٔ ۱۶۰۴)، کاوشگر و ناوبر اسپانیایی در نواحی اقیانوس آرام در نایب‌الملک‌نشین پرو و فرماندهی شیلی در سرزمین‌های استعماری غرب آمریکای جنوبی بود. وی به دلیل پیدا کردن مسیر دریایی سریع از کایائو (پرو) به والپارایسو (شیلی) و همچنین به دلیل کشف جزایر خوان فرناندس در ساحل شیلی معروف است.

## کشف‌ها و فرضیه‌ها

### جزایر خوان فرناندس
او در سال ۱۵۷۴ یک مسیر دریایی جدید از کایائو به والپارایسو پیدا کرد، بسیار سریع از مسیر قدیمی و هم‌مرز با کرانه ساحلی بود. با رد شدن از یک مسیر فرعی موفق شد از جریان شمالی هامبالت که حرکت کشتی‌ها به سمت جنوب ساحل را کُند می‌کرد، خلاصی یابد. در همین روند جزایر خوان فرناندس را کشف کرد که در غرب والپارایسوی امروزی در جنوب شرقی اقیانوس آرام قرار دارد. همچنین در سال ۱۵۷۴ جزایر سن فلیکس و سن آمبراسیو را کشف کرد. سرعتی که در کشف مسیر داشت به او اجازه داد سفرش را به اتمام برساند و در پرو مورد تفتیش عقاید قرار بگیرد و به همین دلیل به عنوان ال بروجیو دل پاسیفیکو یا «جادوگر اقیانوس آرام» قرار بگیرد.

### نیوزیلند
مورخان پیشین مانند الکساندر دالریمپل و جیمز برنی ادعا کردند خوان فرناندس اولین اروپایی بود که به نیوزلند رسید. خوان خوفره فرماندار کویو در سال ۱۵۷۵ مأموریت سرزمین‌های ناشناخته جنوبی را با نظارت خوان فرناندس سازماندهی کرد. این مأموریت از سوی فراماندار شیلی بود نه از سوی نایب‌الملک‌نشین پرو. در نتیجه خوفره مسیر رسمی خود را تغییر داد و وانمود کرد ماموریتش تنها دریانوردی به جزایر کشف شده توسط فرناندس در سال ۱۵۷۴ بوده‌است. در واقع مقصد واقعی مأموریت کماکان سرزمین‌های ناشناخته جنوبی بود. خوان فرناندس به‌زودی از والپارایسو حرکت کرد. آن‌ها بعد از حرکت به سمت غرب در امتداد مدار ۴۰ درجه جنوبی (که یک ماه به‌طول انجامید) ادامه دادند. در بهار ۱۵۷۶ به جزیره‌ای به این شرح رسیدند «کوهستانی، حاصل‌خیز، با رودهای پرآب، با تمام میوه‌های مورد نیاز برای زندگی و با ساکنین سفیدپوست».
بعدها گروه به سمت شیلی بازگشت و خوان فرناندس امیدوار بود کشف خود را به اطلاع مقامات دولتی برساند. اما خوان خوفره نپذیرفت. وی درخواست کرد این کشف سرّی باقی بماند زیرا نایب‌الملک‌نشین پرو اجازه‌ای برای این مأموریت صادر نکرده بود. بعدها، پس از مرگ خوفره در سال ۱۵۷۸ فرناندس این مسئله را با مقامات در میان گذاشت و سعی کرد آن‌ها را متقاعد کند که باید به جزایر برگردد و ایالتی در آنجا تشکیل دهد. اما نظرش به دلیل عدم توجه اجرا نشد. مدارکی در کتابخانه نیروی دریایی اسپانیا موجود است که این کشف را شرح می‌دهد. کتاب‌شناس شیلیایی، خوزه تروبیو مدینا که یکی از منابع اصلی این ادعا در نوشته‌های آمریکای جنوبی است، در قرن نوزدهم این اسناد را مرور کرد. یک نسخه از اسناد مذکور در پیوست کتاب مدینا گنجانده شده‌است. مسئله اصلی عنوان شده در این سند در مورد دلایل وجود چنین اقلیمی است و آریاس از کشف‌های خوان فرناندس برای تقویت فرضیه‌هایش استفاده کرد. عقیده شخصی مدینا در مورد این موضوع به این ترتیب است که جزایر اکتشافی فرناندس تاهیتی است:
به نظر ما… او یک سری جزیره کشف کرد که از میان آن‌ها جزایر نیوزلند یا به احتمال بیشتر بر اساس برداشت ما جزایر تاهیتی را کشف کرده‌است.— José Toribio Medina، El piloto Juan Fernández، p. 169
مورخان جریان اصلی این ادعاها رو نمی‌پذیرند. جیمز بلیچ استاد تاریخ دانشگاه اوکلند گفت، ادعایی مشابه می‌گوید فرانسوی‌ها و چینی‌ها در سال ۱۶۴۲ قبل از ایبل تاسمان نیوزیلند را کشف کردند. «گمان می‌کنم فرضیه‌هایی از این دست زیاد هستند و احتمال درست بودن آن-ها بسیار کم است». کتاب فیلم‌ساز نیوزلندی وینستون کاویی، به اسم نیوزلند یک معمای تاریخی: در مسیر فاتحان اسپانیایی ۲۰۱۶ و فاتح معما ۲۰۱۵ با حمایت سفارت اسپانیا منتشر شد و ادعا می‌کند جمجمه روامانگا و سنت شفاهی ممکن است این فرضیه را تأیید کند، اما برای اثبات قطعی این فرضیه شواهد بیشتری لازم است.